# 伍德縣 (德克薩斯州)
伍德县（英語：Wood County）是美國德克薩斯州東北部的一個縣。面積1,802平方公里。根據美國2000年人口普查，共有人口36,752人。縣治奎特曼（Quitman）。
成立於1850年，縣名紀念曾任州長的喬治·T·伍德（George T. Wood）。本縣為一禁酒的縣。